# Region Savanes
Savanes (dt. Savannen) ist eine Region Togos mit der Hauptstadt Dapaong.

## Geographie

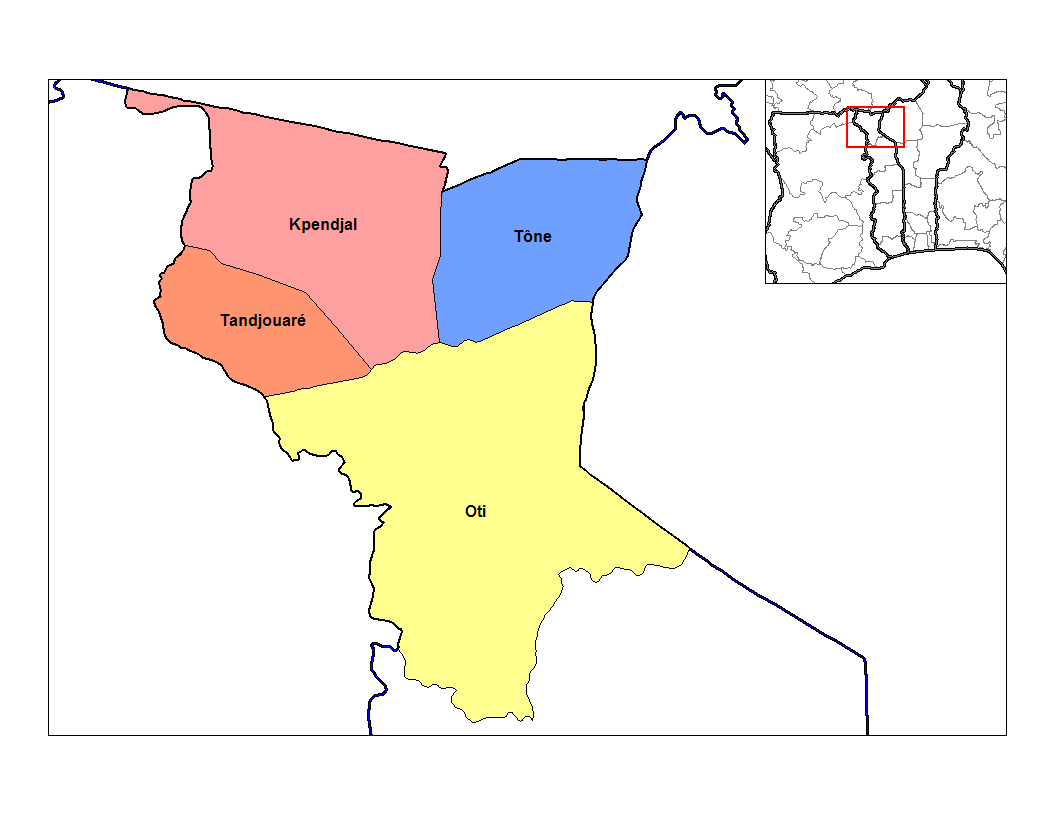
Präfekturen der Region Savanes

Die Region liegt im Norden des Landes und grenzt im Norden an Burkina Faso, im Süden an die Region Kara, im Westen an Ghana und im Osten an Benin.  Ein Teil der Grenze zu Kara wird durch den Fluss Kara gebildet.
Die Region gliedert sich in die Präfekturen Cinkassé, Kpendjal, Oti, Tandjouaré und Tône.

## Ortschaften
- Bagaré
- Barkoisi
- Bergou
- Gando
- Korbongou
- Sinkassé
- Takpamba
- Tchanaga
- Timbou
- Vavou